# Ланцман, Роман Михайлович
Роман Михайлович Ланцман (10 мая 1924, Ленинград — 31 марта 1988) — юрист, специалист по криминалистике и судебной экспертизе; занимался проблемами применения кибернетических методов исследования; студент Военно-медицинской академию имени Кирова, выпускник Военно-юридической академии РККА (1949); доктор юридических наук с диссертацией о возможностях кибернетики в криминалистической экспертизе (1971); профессор кафедры криминалистики Киргизского государственного университета и юридического факультета ЛГУ; старший научный сотрудник Литовского НИИ судебных экспертиз (1964—1970) и сотрудник Центральной Ленинградской НИЛСЭ (1970—1988). Ланцман воевал на Сталинградском, Северо-Западном и 3-м Белорусском фронтах; был награждён медалью «За победу над Германией в Великой Отечественной войне».

## Работы
Роман Ланцман являлся автором и соавтором нескольких десятков научных публикаций, включая четыре монографии; он специализировался, в основном, на вопросах кибернетических методов исследования. Внес заметный вклад в применение в СССР кибернетических методов в судебной экспертизе — прежде всего, в судебно-почерковедческих исследованиях:
- «Организационные и теоретические вопросы графической экспертизы» (Л., 1959);
- «Кибернетика и криминалистическая экспертиза почерка» (М., 1968);
- «Основы применения кибернетики в правоведении» (1977);
- «Моделирование работы судебного эксперта» (1986).
- Б. Н. Козинец, Р. М. Ланцман, В. А. Якубович, «Криминалистическая экспертиза близких почерков при помощи электронно-вычислительных машин», Докл. АН СССР, 167:5 (1966), 1008—1011